# La Morte, il Diavolo e Martin Bora
La Morte, il Diavolo e Martin Bora è una raccolta di racconti della scrittrice italoamericana Ben Pastor.
Diviso in tre parti, il volume raccoglie racconti nei quali compare il personaggio di Martin Bora, già protagonista di una serie di romanzi ambientati durante la Seconda guerra mondiale; racconti di genere giallo-storico ambientati in diverse epoche; e infine racconti in cui la storia e la realtà tendono a sfumare nel soprannaturale.

## Titolo
Il titolo italiano del volume sembra rendere omaggio a Il cavaliere, la morte e il diavolo, famosa incisione su rame di Albrecht Dürer, che del resto è anche il titolo di uno dei singoli racconti della raccolta.
Il titolo originale inglese (Odd Pages, ovvero "Pagine occasionali", ma anche "strane, inusuali") ha invece valenza più generica.

## Parte Prima
Intitolata Martin Bora: l'uomo giusto nella divisa sbagliata, la prima parte del volume raccoglie tre racconti dedicati a Martin Bora, ufficiale della Wehrmacht durante la Seconda guerra mondiale, già protagonista di un ciclo di gialli storici la cui narrazione complessiva si estende fra il 1937 e il 1944.

### Tri Brata

#### Titolo
Il titolo del racconto, dal russo, significa "tre fratelli".

#### Incipit
Piccole quaglie e altri uccelli delle steppe cantavano invisibili. Una furiosa quantità di polvere spazzava da est il sentiero lungo la ferrovia, e solo il fatto di cavalcare sottovento permetteva a Martin Bora di tenere gli occhi aperti. Così, ancora prima di sentirlo, vide rallentare il treno che avrebbe dovuto portarlo a destinazione, e in assenza di passeggeri davanti alla stazioncina riacquistare subito velocità.»
(Traduzione dall'inglese di Judy Faellini e Paola Bonini)

#### Trama
Momentaneamente bloccato in uno sperduto villaggio ucraino in attesa di un treno che lo porti a destinazione, il capitano di cavalleria Martin Bora trova uno splendido pianoforte abbandonato e conduce la breve indagine su di un omicidio.
In una pozza di acqua ghiacciata viene ritrovato il cadavere mutilato di una donna che si pensava scomparsa: Masha detta Balka, prostituta ed usuraia. Alla donna è stato spezzato il collo, le mani risultano tagliate. I più probabili colpevoli della sua morte sono tre uomini che con lei avevano difficili rapporti sentimentali o d'affari: Ivan Petrovich, un vecchio beone sempre in cerca di soldi; Lev Davidovich, mercante ebreo la cui moglie gelosa poteva nutrire parecchi sospetti; e Nikolai, un giovane fannullone innamorato di Balka ma da lei respinto.
Nessuno di loro tuttavia ha davvero avuto a che fare con l'omicidio: Martin Bora trova la giusta soluzione con l'aiuto del professor Vladimir Propp, anche lui di passaggio, che gli mostra l'utilità di applicare al caso i principi elaborati nella sua Morfologia della fiaba, l'opera dedicata agli elementi costitutivi della mitologia come struttura narrativa. Poi ciascuno dei due riprende il proprio viaggio.

#### Altre edizioni
- Ben Pastor, "Tri Brata", in A.A.V.V., Giallo Fiamma, Mondolibro, 2006

### La finestra sui tetti

#### Incipit
Era un singolo capello biondo, di quel peculiare biondo cinerino. Lo trovò sotto il cuscino di lei, e solo perché la luce della finestra lo illuminava come un impalpabile filamento d'oro pallido. Martin Bora lo raccolse, lo passò intorno all'indice, anello delicato e sottile. Era il feticcio che Benedikta aveva lasciato per lui nella camera d'albergo, la parte per il tutto, dolcemente desolata, dopo la sua partenza.»
(Traduzione di Judy Faellini e Paola Bonini)

#### Trama
Il maggiore Martin Bora si trova a Praga, ufficialmente per una licenza prima di tornare sul fronte russo, in realtà per svolgere una delicata missione segreta per conto dell'Abwehr: deve ritirare, e successivamente inoltrare, un microfilm comprovante il progetto di sterminio degli ebrei cechi elaborato dal Reichprotektor Reinhard Heydrich.
Allo scopo di controllarlo e di stornarne i sospetti, Bora prende contatto con Karl Ignaz Kollmann, il capitano delle SS dal cui ufficio saranno copiati gli scottanti documenti. Fingere davanti a lui e conversare con disinvoltura non è facile, ma Bora riesce perfettamente a simulare un garbato rapporto tra colleghi, tanto che Kollmann finisce per coinvolgerlo indirettamente nelle indagini sull'omicidio di un certo Bonkowski, informatore delle SS, accoltellato al basso ventre appena fuori dalla birreria che era solito frequentare.
Benché Kollmann avesse sperato in un movente politico, l'omicidio rivela alla fine di avere radici in fatti avvenuti molti anni prima, durante la Grande Guerra.
Per Bora, preoccupato dalla propria missione, l'indagine riveste un interesse soltanto marginale. Il maggiore è piuttosto interessato alla città e alla vita che vi si svolge: si ritrova particolarmente incuriosito dalle attività di un'anziana coppia che vede dalla finestra del suo appartamento nella Città Vecchia. I due, probabilmente marito e moglie, passano un'intera notte scavando una buca in cortile; Bora, allarmato, pensa per un momento di segnalarli a Kollmann, ma poi scopre che la fossa è destinata ad ospitare un cane morto.
Il giorno successivo, il microfilm viene passato con successo al suo contatto e Bora può finalmente lasciare la città. L'operazione è riuscita, anche se proprio in extremis ha rischiato di fallire a causa dell'attentato contro Haydrich, ferito mortalmente da una granata lanciata contro la sua auto in uscita da Praga.
Ormai tornato in Russia, Bora scoprirà che alla tragica fine del Reichprotektor non sono estranei proprio gli anziani coniugi da lui così lungamente osservati.

#### Collegamento letterario
Ad un certo punto del racconto, Martin Bora cerca - senza trovarli - due personaggi conosciuti anche dal suo patrigno von Sikingen, che nel passato hanno abitato a Praga: l'ex tenente dell'esercito austroungarico Karel Heida e il medico ebreo Solomon Meisl. Si tratta dei protagonisti di altri due romanzi di Ben Pastor, I misteri di Praga e La camera dello scirocco.

### Bocca d'Inferno

#### Incipit
Con le finestre aperte, in montagna i mattini erano già freddi, anche se gli insetti restavano molesti durante le giornate ancora afose. Le zanzare che erano entrate durante la notte indugiavano intorno al vecchio lavandino, il cui rubinetto perdeva gocciando. Martin Bora le allontanò con un gesto privo di stizza.»
(Traduzione di Judi Faellini e Paola Bonini)

#### Titolo
Il racconto prende il titolo dal nome della fittizia località montana in cui si svolge parte dell'azione principale.

#### Trama
Settembre 1944. Di recente promosso al grado di tenente colonnello, Martin Bora è arroccato con i suoi uomini nella zona dell'Appennino nord-occidentale italiano. Un mattino gli si presenta per avere aiuto un abitante del luogo, l'ingegner Ermanno Tobler. La richiesta viene avanzata con molta esitazione, ma in zona non ci sono più né carabinieri né polizia, e l'ufficiale tedesco è l'unica autirità in grado di fronteggiare l'emergenza. Luisa Tonverònachi, maestrina del paese e vedova di un volontario morto prigioniero in India nel 1943, è stata rapita da certi Lucchini, padre e due figli, socialisti espulsi dal partito per indegnità morale. Dietro il rapimento sembrano esserci tanto vecchi motivi di rancore quanto le mire carnali da parte del maggiore dei fratelli Lucchini. Tobler ritiene necessario fare il possibile per liberare la ragazza, che fra le altre cose è madre di tre figli piccoli.
Arrivato in località Bocca d'Inferno, al cascinale dove Luisa è stata segregata, Bora trova uno strano scenario. All'esterno un cane alla catena ringhia furibondo, all'interno l'odore della morte: in vari punti della casa sono sparsi i cadaveri dei Lucchini, tutti freddati da colpi di fucile; al piano superiore, in uno sgabuzzino, il corpo della donna, colpita alla tempia con un revolver. In apparenza si direbbe che i Lucchini si siano ammazzati tra loro dopo il suicidio della donna, forse causato dalla vergogna per il rapimento. Ci sono però anche altre ipotesi: l'assassino potrebbe essere l'ex marito - se non fosse realmente morto - oppure uno dei parenti che aspirano ad ereditare la terra di Luisa, o ancora una banda di partigiani. La verità alla quale Bora arriva dopo alcuni giorni d'indagine è tuttavia ancora più complicata e sorprendente.

## Parte Seconda
Intitolata Scene (e messinscene) del crimine, la seconda parte del volume raccoglie tre racconti gialli a sfondo storico, ambientati in tre diverse epoche e in altrettanti luoghi geografici. Li accomuna soltanto il tema dell'omicidio impunito.

### Il cavaliere, la morte e il diavolo

#### Incipit
Ricordava l'angolo abbagliante di un mobile nella grande stanza scura, dove il sole dalla finestra aperta colpiva lo spigolo intagliato; e ricordava le domande, le sue risposte con gli occhi fissi a una delle sirene di legno rosso, poppute, che si tenevano le due code sulle ante della credenza. Ma non sapeva come gli fosse venuta in mente l'immagine [...].»
(Traduzione di Judy Faellini e Paola Bonini)

#### Trama
Milano, 1630. Mentre la città vede avvicinarsi la minaccia della peste, il luogotenente di giustizia Don Diego Antonio Olivares è chiamato ad investigare su di un grave fatto di sangue: nel convento di cui sua sorella è badessa vicaria con il nome di suor Cattarina, una suora è stata brutalmente pugnalata da un ignoto assalitore, presentatosi come venditore ambulante di mercerie. La vittima, suor Vincenza Maria, prima di prendere i voti aveva dato luogo ad un grave scandalo, famoso all'interno dell'aristocratico ambiente lombardo-spagnolo: moglie di Don Emanuele Sormano, era stata da lui sorpresa in flagrante adulterio. Sormano aveva ucciso l'amante e ferito la moglie, in seguito entrata in convento per desiderio di espiazione. Dai tragici fatti sono ormai trascorsi vent'anni, ed è arduo pensare che qualcuno nutrisse ancora tanto rancore e desiderio di vendetta contro la donna, tranne forse lo stesso Sormano. L'ignoto assassino però si è dileguato e le suore presenti all'aggressione non riescono nemmeno a fornirne una descrizione precisa e coerente.
Olivares segue con pazienza le poche tracce a disposizione e mentre varie circostanze gli riportano alla mente dolorosi eventi dell'infanzia che hanno pesantemente condizionato la sua vita e quella della sorella, riesce ad individuare il responsabile dell'omicidio. Avendo però scarse speranze di poterlo accusare e di trascinarlo in giudizio, decide di fare giustizia con le proprie mani, favorendo il contagio del colpevole con il morbo della peste.

#### Altre edizioni
- Ben Pastor, "Il cavaliere, la morte e il diavolo", in Eros e Thanatos, Supergiallo n°.40, Mondadori, 2010

### Panis Angelicus

#### Titolo
L'espressione latina panis angelicus significa letteralmente "pane degli angeli".

#### Incipit
(Traduzione di Judy Faellini e Paola Bonini)

#### Trama
Sono trascorsi due anni dalla fine della Grande Guerra e il tenente Boldini, i suoi ex graduati Cammarota, Delle Femmine e Maroncelli, assieme al capitano medico Porcu, rievocano uno strano episodio di cui sono stati protagonisti e testimoni nel 1918: l'inspiegabile morte del colonnello Carlo Alberto di Caraglio, colpito da un proiettile in dotazione alla cavalleria austroungarica, nei pressi di un campo d'alta montagna. Da un lato gli ex commilitoni rievocano le fasi dell'inchiesta ufficiale, secondo la quale il colonnello Caraglio risulta morto da eroe, vigliaccamente colpito dal nemico, eternamente rimpianto dai suoi uomini come un amico ed un fratello. Dall'altro lato però si inseriscono nella narrazione ricordi e commenti che fanno trapelare, e infine descrivono chiaramente, una verità ben diversa.
In prossimità della Pasqua del 1918 la Compagnia di Boldini, oppressa non solo dai continui pericoli della guerra e dai disagi della vita in montagna, ma anche dalla scarsità di viveri, che il Comando aveva quasi cessato di inviare, era riuscita ad impadronirsi del ricco vettovagliamento riservato agli alti ufficiali per le festività. Con cameratismo ed umanità quei viveri erano stati addirittura condivisi con gli austro-ungarici, altrettanto affamati; ma alla scoperta del furto il colonnello Caraglio, un aristocratico altezzoso e prepotente, aveva imposto la decimazione per la truppa.
Di fronte all'ingiustizia di una tale decisione, Boldini aveva preferito uccidere Caraglio (con una pistola nemica tenuta dallo stesso colonnello come souvenir), lasciando poi che i contorni dell'omicidio sfumassero nell'incertezza.

#### Altre edizioni
- Ben Pastor, "Panis Angelicus", in A.A.V.V., Giallo Uovo, Mondolibro, 2006

### Vashka

#### Titolo
Il vocabolo Vashka in serbo significa "pidocchio", ed è il soprannome di uno dei personaggi, con allusione evidente alla sua scarsa igiene personale.

#### Incipit
OPANOST / SNAIPER. Il cartello è affisso qua e là sui muri della zona nord-occidentale di Sarajevo; indica la presenza micidiale di cecchini serbi nelle postazioni sopra il quartiere di Bjelave. Hanno piazzato anche i calibri più potenti sul versante nord delle colline, ma è verso le fortificazioni serbe alle pendici del Monte Igman che mi reco oggi, oltre l'aeroporto.»
(Traduzione di Judy Faellini e Paola Bonini)

#### Trama
Il racconto è narrato in prima persona da Jack W.Rhodes, fotografo indipendente statunitense, che nel gennaio 1994, durante la guerra in Bosnia, lavora nei dintorni di Sarajevo. I rapporti tra la stampa estera e i serbi sono abbastanza buoni e un giorno uno dei suoi contatti, il tenente Rado Andrić, dà a Jack la possibilità di fare uno scoop molto promettente. Un soldato ONU, un pacekeeper francese, è stato ucciso vicino alla sua jeep; indossava un giubbotto antiproiettile ma - come spesso accade da quelle parti - il cecchino lo ha colpito alla testa, rendendo irriconoscibile il cadavere, identificato infatti come un certo Lambert solo grazie all'uniforme e ai documenti nel portafoglio. Le reazioni internazionali all'incidente si prospettano forti e la situazione peggiora quando si scopre che il cadavere è stato derubato. Andrić sostiene con determinazione che i serbi non hanno responsabilità né per l'omicidio né tantomeno per il furto; uno dei suoi uomini però risulta scomparso. Si tratta di un cecchino soprannominato Vashka: potrebbe aver disertato dopo aver ucciso il soldato francese.
Andrić rifiuta di ammettere questo scenario e con il supporto delle foto scattate da Jack avanza un'altra ipotesi: sullo sfondo di un traffico di droga, forse è stato Lambert ad uccidere Vashka, scambiando in seguito gli abiti con lui. Grazie alla sua maggior mobilità come giornalista Jack aiuta Andrić a dimostrare che le cose sono andate proprio così. Per tutelare la credibilità dell'ONU tuttavia nulla di tutto ciò sarà mai ammesso ufficialmente.

#### Altre edizioni
- Ben Pastor, "Vashka", in A.A.V.V., Giallo Oro, Mondolibro, 2007

## Parte Terza
Intitolata Nuovi giri di vite, la terza parte del volume comprende quattro racconti, ambientati in diverse epoche, tra la fine dell'Ottocento e la fine del Novecento. In essi la realtà sfuma nel soprannaturale: le vicende narrate potrebbero essere interpretate tanto secondo la logica (come se si trattasse di sogni o visioni dei protagonisti, stanchi, nervosi o turbati dalle circostanze in cui si trovano) quanto secondo l'immaginazione fantastica.

### L'ombra di Achille

#### Incipit
Il fetore si alzava dalle trincee come da vene marce della terra. E non era tanto il calore del giorno, ma la coscienza della sua interminabile lunghezza che mi toglieva la speranza. Il terreno stravolto - scarpate, fossati, discese sabbiose e miseri ciuffi d'erba disseccata - creava tutt'intorno un pianeta familiare e nel contempo alieno, in cui il ritorno, per me, sarebbe stato più arduo del semplice tornare indietro.»
(Traduzione di Judy Faellini e Paola Bonini)

#### Trama
Estate del 1915. Al termine della battaglia di Gallipoli, su di un campo devastato e coperto di cadaveri, si ritrovano due soldati superstiti. Sono ufficiali, uno inglese ed uno tedesco: nemici, dunque, ma troppo stanchi e nauseati per uccidere ancora; il loro unico obiettivo è cercare di rientrare dietro le proprie linee, ma per questo bisognerà aspettare la notte: al momento il caldo e il rischio di essere colpiti da lontano sono eccessivi. Decidono quindi di comportarsi civilmente, cercano acqua da bere e finiscono - seppure tra mille diffidenze - a parlare di molte cose: dalla letteratura (dato che il luogo richiama numerose suggestioni omeriche) ai fatti personali. Entrambi recano sofferenze particolari: in quella guerra l'inglese ha perduto un fratello, e non sa nemmeno dove sia sepolto; il tedesco è convinto che dalla penisola turca non uscirà vivo, e vorrebbe tanto esserne più certo.
Ad un certo punto, da parte del tedesco sorge quasi spontanea un'incredibile proposta: quella di realizzare una nekuya, ovvero un interrogatorio ai morti, così come viene descritto all'interno della Odissea. L'uomo conosce bene il testo e su di un picco roccioso poco lontano ha già preparato tutto il necessario: le offerte, la vittima sacrificale (una pecora), la fossa scavata nel terreno. Inizialmente l'inglese considera assurda la proposta, ma con l'avvicinarsi del buio comincia a ritenerla del tutto ragionevole. I due raggiungono il picco e svolgono il rito: incredibilmente la cosa funziona. I morti vengono, sono tenuti a bada, sono interrogati, danno a ciascuno dei due la risposta richiesta, poi all'alba sfumano nella luce crescente.
Sconvolti dall'esperienza vissuta, propensi a fingere che nulla sia avvenuto, l'inglese e il tedesco si separano: non si vedranno mai più. Non è dato sapere cosa ne sia stato del tedesco; l'inglese però, una volta lasciata Gallipoli, rintraccia veramente la tomba dispersa del fratello.

#### Collegamento letterario
Il racconto prende spunto dal Canto XI dell'Odissea: è lì che si trova la descrizione della nékuya (ovvero l'oracolo dei defunti) a cui ricorre Ulisse durante la sua discesa agli Inferi.

### Come Nino Bixio vide i fantasmi

#### Incipit
(Traduzione di Judy Faellini e Paola Bonini)

#### Trama
In viaggio da solo attraverso l'aspro territorio siciliano, il generale garibaldino Nino Bixio trova ospitalità per la notte nella villa del Barone Salacurata. Malgrado le possibili divergenze politiche l'anziano gentiluomo accoglie l'ospite con perfetta cortesia, in compagnia della moglie e della sorella di lei, entrambe Principesse Azara d'Augusta, ovvero appartenenti ad una illustre e antica stirpe.
Bixio si trova a trascorrere qualche ora piacevole e serena, tra un pranzo, un buon sigaro e molte chiacchiere. Ad un certo punto il Barone gli rivela un fatto che da circa una settimana angustia tutta la famiglia: durante la notte, sul crinale di una collina poco lontana, si vedono luci in movimento che poi scompaiono improvvisamente. Ricerche diurne sul posto, condotte persino con l'aiuto dei cani, non hanno mai rivelato tracce di passaggio umano. Il Barone e le Principesse sono fermamente convinti che si tratti di fantasmi.
Bixio non vuole contraddire troppo apertamente il suo gentile anfitrione ma preferisce ipotizzare qualcosa che sia più vicino alla ragione che alla superstizione. Promette dunque che appena ne avrà la possibilità, andrà ad investigare di persona, riportando poi le proprie scoperte a coloro che così amabilmente lo hanno accolto. Lasciata la villa il mattino seguente, per un certo tempo il generale è impegnato dalle cure militari; dopo qualche giorno però è libero di mantenere la promessa: si reca sulla collina e lì, come aveva pensato, trova tracce concrete - per quanto ben occultate dalla conformazione del terreno - riconducibili ad una attività di contrabbando.
Lieto di aver avuto ragione, torna alla villa: la trova però completamente diroccata e scopre con sgomento che gli ultimi Salacurata e Azara sono tutti morti da molti anni, durante i moti che insanguinarono l'Isola nel 1849.

#### Altre edizioni
- Ben Pastor, "Come Nino Bixio vide i fantasmi", in A.A.V.V., Giallo Sole, Mondolibro, 2005

### Kiria Andreou

#### Titolo
Il vocabolo kiria in greco significa "signora". Eventualmente, come accade qui, può essere seguito dal cognome del marito in caso genitivo.

#### Incipit
(Traduzione di Judy Faellini e Paola Bonini)

#### Trama
Un anziano professore di archeologia rievoca nel ricordo un'estate di quarant'anni prima, trascorsa in uno sperduto paesino greco: Argyroleontisa, ovvero la "Leonessa d'Argento". Alla fine degli anni quaranta, da giovane studente, era stato spedito a copiare le antiche iscrizioni funerarie presenti sul muro della locale chiesa. Le condizioni di vita erano alquanto spartane, ma la bellezza, la tranquillità e la magia stessa del luogo lo avevano ripagato di qualunque privazione.
Il ragazzo, all'epoca ventiquattrenne, era rimasto affascinato da una giovane vedova del paese, molto ricca e di carattere schivo. Di lei, bella, contraddistinta da una folta treccia di capelli rosso scuro, si dicevano tante cose: che durante la guerra aveva ucciso un soldato tedesco con un forcone, che non si sarebbe mai risposata, che in definitiva sembrava un po' strana. Kiria Andreou, questo il nome della donna, passava il proprio tempo a tessere. Sempre più attratto da quella misteriosa figura femminile, forse innamorato di lei pur senza conoscerla davvero, lo studente l'aveva finalmente incontrata e le aveva parlato. E improvvisamente gli era sembrato di essere tramutato in uccello e di riuscire a volare: come se la kiria fosse stata una maga Circe, capace di trasformare gli uomini in animali.
Né in quel momento né per tutti gli anni a venire sarebbe mai stato capace di decidere se l'esperienza fosse stata reale o soltanto sognata. Prima della partenza per tornare in America però, Kiria Andreou gli aveva fatto avere un piccolo dono: una treccia di semi di miglio.

### Remedios e gli uomini

#### Incipit
(Traduzione di Judy Faellini e Paola Bonini)

#### Trama
Nel sessantesimo anniversario della fine della guerra civile spagnola un giornalista riunisce a Teruel un gruppo di reduci. Sono ex ufficiali di entrambe le fazioni, non tutti ugualmente entusiasti di celebrare il passato.
C'è il basco Iñaki, militante anarchico, rimasto volontariamente esule per quarant'anni durante il franchismo e rientrato poi in una Spagna troppo diversa da quella che aveva conosciuto. C'è Jack, americano del Midwest, che fece parte della Brigata Lincoln con le milizie internazionali. C'è Manuel, ex falangista che in guerra ha perduto il braccio sinistro e tutta la sua vitalità. E infine c'è Martin, un tedesco idealista per il quale la Spagna è stata solo l'inizio di un lungo percorso attraverso brutalità e disillusione.
Il giornalista è soprattutto interessato ai loro racconti su di una donna che tutti hanno conosciuto ai vecchi tempi: Remedios, la "strega" bella e disinibita con la quale hanno scoperto, o riscoperto, le gioie del desiderio e il senso delle cose.
I veterani però hanno di Remedios ricordi molto personali: piccola, alta, scura, dorata, allegra o ritrosa, magra o statuaria: sembra quasi che ciascuno di loro parli di una donna diversa.
Spinto dalla curiosità, il giornalista alla fine rintraccia Remedios e va direttamente a trovarla: ma anche per lui sarà una donna particolare, vecchia e giovane insieme, pallida e fulgente. Dunque l'unica verità che il giornalista crede di avere scoperto è che "Remedios è quello che crediamo che sia [...] è quello che desidera essere, quando vuole. [...]  una bruja mentre gli uomini restano fragili mortali".

#### Collegamento letterario
La cosa non viene affermata esplicitamente da nessuna parte, ma grazie alle loro caratteristiche in Martin e in Remedios (e forse anche in Iñaki) possono essere riconosciuti i personaggi che già comparivano nel precedente romanzo di Ben Pastor La canzone del cavaliere, ambientato nella Spagna del 1937.

## Edizioni

### Edizioni italiane
- Ben Pastor, La Morte, il Diavolo e Martin Bora, traduzione di Judy Faellini e Paola Bonini; Hobby & Work Publishing, 2008, p. 286; - ISBN 978-88-7851-772-1